# وانگ آن‌یو
وانگ آن‌یو (چینی ساده: 王安宇؛ زادهٔ ۳ فوریه ۱۹۹۸) بازیگر اهل چین است. او به خاطر ایفای نقش در مجموعه‌های تلویزیونی شروع بیست سالگی، وارث و عاشقانه در خیابان شناخته می‌شود.

## حرفه
وانگ آن‌یو از دانشگاه ارتباطات چین در رشته پخش و مجری‌گری فارغ‌التحصیل شد. در سال ۲۰۱۸، او در برنامه تلویزیونی موزیکال د کامینگ وان فصل ۲ شرکت کرد و سپس با آژانس ایزی پلاس انترتینمنت قرارداد بست.
در سال ۲۰۱۹، وانگ در درام جوانانه روزهای درخشان ما بازی کرد که اولین کار حرفه‌ای او بود. سپس در درام تاریخی رؤیای بازگشت به سلسله چینگ ایفای نقش کرد.
در سال ۲۰۲۰، وانگ در درام شروع بیست سالگی بازی کرد و برای نقش شمشیرباز خود شناخته شد. همان سال، او در درام وارث نیز بازی کرد.